# محمد أميرول إيزوان يعقوب
محمد أميرول إيزوان يعقوب (من مواليد 25 أبريل 1986) حكم ماليزي لكرة القدم. لقد كان الدولي للفيفا منذ عام 2012.

## كأس آسيا
| كأس آسيا 2019 - الإمارات العربية المتحدة | كأس آسيا 2019 - الإمارات العربية المتحدة | كأس آسيا 2019 - الإمارات العربية المتحدة | كأس آسيا 2019 - الإمارات العربية المتحدة |
| تاريخ                                    | مباراة                                   | المكان                                   | الجولة                                   |
| ---------------------------------------- | ---------------------------------------- | ---------------------------------------- | ---------------------------------------- |
| 13 يناير 2019                            | عمان – اليابان                           | Abu Dhabi                                | مرحلة المجموعات                          |